# Jan Bělský

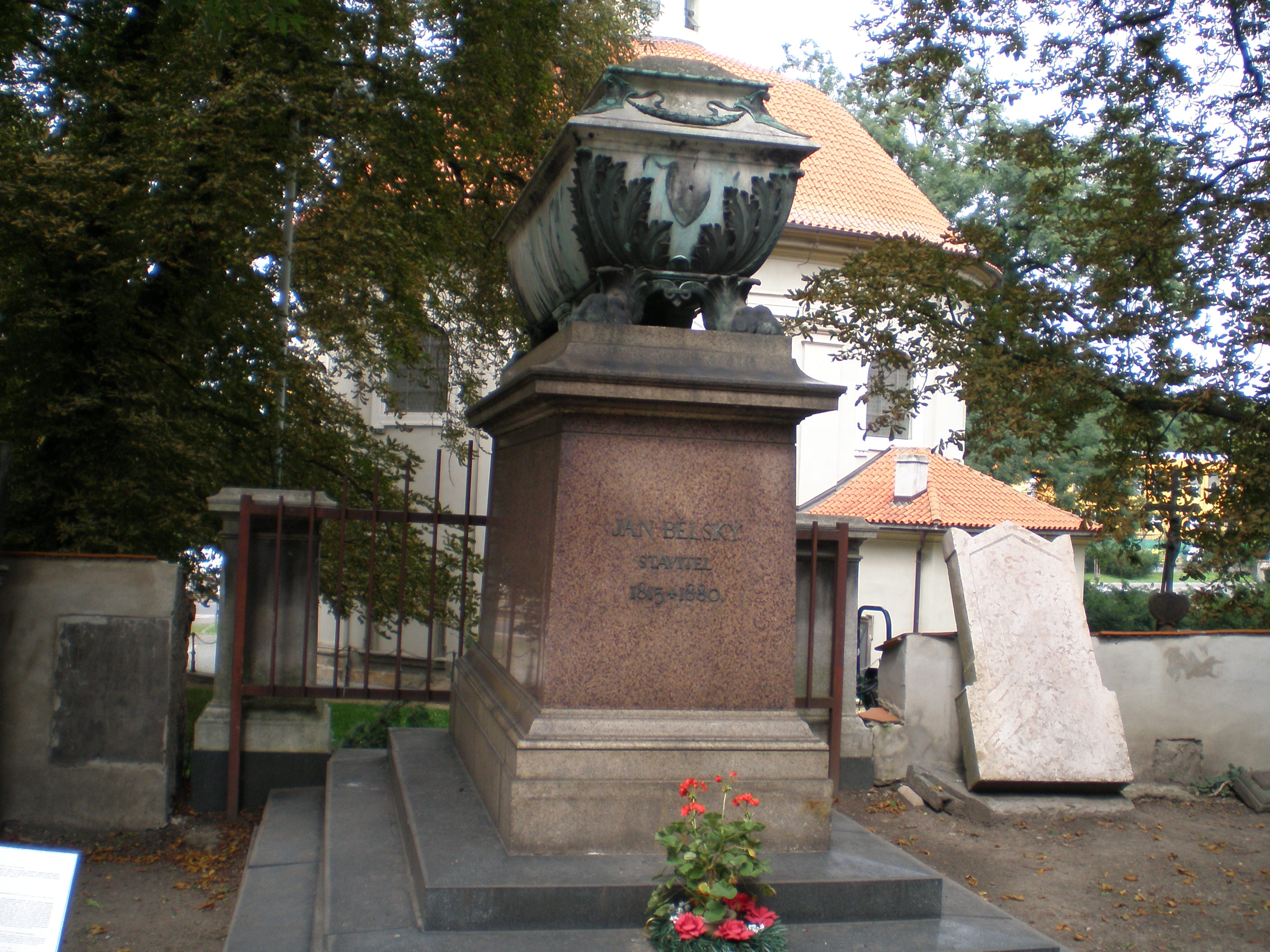
Hrob Jana Bělského na Olšanských hřbitovech v Praze

Jan Bělský, též Johann Bielský (18. prosince 1815 Bratkovice – 7. února 1880 Praha), byl český architekt a stavitel.

## Život
Vystudoval gymnázium v Litoměřicích a Českou techniku v Praze. 

### Rodina
Byl dvakrát ženat. První syn Julius zemřel roku 1844 krátce po narození a po něm také manželka Terezie (1819-1845). 
S druhou manželkou Aloisií (Luisou) měl syny Quida (pozdějšího stavitele), Zdeňka a Stanislava.(. Přátelili se s malířem Josefem Mánesem, který je v letech 1855-1857 portrétoval.

## Dílo
Realizoval řadu předních staveb v Praze, například:
- Staroměstské mlýny
- dům čp. 203, 1847, Praha 1 – Staré Město, Anenské nám. 1, Anenská 2, Smetanovo nábř. 24, Na Zábradlí 3,
- Kostel svatých Cyrila a Metoděje v Karlíně, společně s Vojtěchem Ignácem Ullmannem, 1854–1863
- dům "U zlatého velblouda" či "U zlatého jednorožce", 1858, Praha 1 – Staré Město, Staroměstské nám. 21, Železná 2
- budova České spořitelny, dnes sídlo Akademie věd České republiky, architekt: Vojtěch Ignác Ullmann, 1858–1861, Praha 1 – Staré Město, čp. 1009, Národní 3 a 5, Divadelní 10, Krocínova 2
- dům "U Helmů", 1866–1867, Praha 1 – Nové Město, čp. 13, Lazarská 8 / Vodičkova 7
- Hlavní pošta, architekt: Antonín Brandner, Friedrich Setz, Praha 1 – Nové Město, čp. 909, Jindřišská 14,
- Španělská synagoga (původně "Nová synagoga", 1868, architekti: Vojtěch Ignác Ullmann, Josef Niklas, Praha 1 – Josefov, Dušní ulice
- Rudolfinum, architekti: Josef Schulz a Josef Zítek, 1874–1885, Praha 1 – Staré Město, čp. 79, Alšovo nábř. 12

### mimo Prahu
- piaristická škola a kaple, Nepomuk

Restaurace císařských zámků pro císaře Ferdinanda I. po jeho abdikaci.
- zámek Ploskovice 1849–1854
- zámek Zákupy, 1850–1853

Na vnitřní výzdobě obou zámků se účastnil malíř Josef Navrátil.

## Spisy
- BĚLSKÝ, Jan. O nové vodárně pražské. Praha: vlastní náklad, 1875. Dostupné online.
- Naše nová vodárna : všem poplatníkům na uváženou podává Jan Bělský, Praha : vlastní náklad, 1876